# Horváth Alexandra (színművész)
Horváth Alexandra (Szabadszállás, 1990. február 20. –) magyar színésznő, bábművész.

## Életpályája
1990-ben született Szabadszálláson. Két éves korában, szülei válása miatt édesanyjával Szegedre költözött. A Szegedi Nemzeti Színházban gyerekszerepekben játszott. A helyi Deák Ferenc Gimnáziumban érettségizett. Mivel nem vették fel a színművészeti egyetemre, 2009–2012 között a Nemes Nagy Ágnes Humán Szakközépiskolában tanult, és szerzett színész II. képesítést. 2012–2017 között a Színház- és Filmművészeti Egyetem hallgatója volt, bábszínész szakon. 2017–2021 között a Miskolci Nemzeti Színház tagja volt. 2021-2024 között a Kecskeméti Katona József Nemzeti Színház színésznője volt.

## Fontosabb színházi szerepei
- Gimesi Dóra: Hessmese.... Nő, Öregasszony, Hölgy, Kislány, Lány, Fiatal nő (Csokonai Nemzeti Színház, Debrecen) – rendező: Tengely Gábor
- Boldizsár Ildikó: Amália (Ódry Színpad) – egyszemélyes bábos vizsgaelőadás – rendező: Horváth Alexandra
- Tengely Gábor – Boronkay Soma: Hol utca hány.... Takács Hajnalka, egy shooting star (Ódry Színpad) – musical – rendező: Tengely Gábor
- Kaukázusi Krétakör (Budapest Bábszínház) – rendező: Vidovszky György
- Kelemen Kristóf: Miközben ezt a címet olvassák, mi magukról beszélünk.... Szereplő (Trafó – Füge produkció) – rendező: Kelemen Kristóf
- Zéró (Ódry Színpad) – mozgásszínházi előadás, rendező – koreográfus: Ladányi Andrea
- Kistigris és Kismackó (Ciróka Bábszínház, Kecskemét) – rendező: Kovács Petra
- Homokember (Ódry Színpad) – rendező: Szász János
- mackóélet/mackóálom (Ódry Színpad) – rendező: Tengely Gábor

- William Shakespeare: Macbeth.... Gyilkos, Lady Macduff, Boszorkány
- William Shakespeare: Rómeó és Júlia.... Júlia, Capuleték lánya
- William Shakespeare: Ahogy tetszik.... Lili
- Edmond Rostand: Cyrano.... Martha, nővér, Liza
- Fjodor Mihajlovics Dosztojevszkij: Ördögök.... Dása Satova
- Georg Büchner: Leonce és Léna.... Rosetta
- Neil Simon: Furcsa pár.... Cecily
- Ray Cooney: A miniszter félrelép.... Jane Worthington
- Ray Cooney – John Chapman: Ne most, drágám!.... Janie McMichael
- Ray Cooney – Tony Hilton: 1x3 néha 4.... Cynthia
- Graham Linehan: Betörő az albérlőm.... Mrs. Tromleyton
- Michael Stewart – Jerry Herman: Hello, Dolly!.... Miss Minnie Fay
- Tim Firth: Naptárlányok.... Cora
- Patricia Highsmith: A tehetséges Mr. Ripley.... Cleo, és mások
- Petőfi Sándor: Tigris és Hiéna.... Judit, fejedelemné, Borics felesége 16 éves
- Hunyady Sándor: Feketeszárú cseresznye.... Danica, Milica leánya
- Szomory Dezső: Györgyike, drága gyermek.... Ida
- Kosztolányi Dezső: Édes Anna.... Kovács Marika
- Cseke Péter – Kocsis L. Mihály: Újvilág passió.... Mária Magdolna
- Szente Vajk – Galambos Attila – Juhász Levente: Kőszívű.... Lánghy Aranka
- Szente Béla – Gulyás Levente: Rigócsőr király.... Ibolyka, kassai királylány
- Carlo Collodi: Pinokkió.... Kocsis; Marcella; egy macska
- Lázár Ervin: A legkisebb boszorkány.... Rilla
- Békés Pál: A félőlény.... Rakonc
- Urbán Gyula: Minden egér szereti a sajtot.... Fruzsina, Albin papa lánya

## Filmes és televíziós szerepei
- Válótársak (2016) ...Domi
- Jupiter holdja (2017)
- Seveled (2019) ...Vékony nő
- Doktor Balaton (2020–2022) ...Somosi Tina
- A mi kis falunk (2025) ...Annabelle
- A renitens (2025) ...Réka